# Anne Rosine Noilly-Prat
Anne Rosine Noilly Prat né à Lyon en 1825 morte à Marseille le 16 août 1902 était une femme d'affaires (fabrication de liqueurs) et une bienfaitrice. Elle était l'arrière-grand-mère de la comtesse Lily Pastré, mécène ayant protégé de nombreux artistes juifs sous l'Occupation.

## Biographie
Anne Rosine Noilly-Prat est la fille de Madeleine Briget et d'un fabricant de liqueurs lyonnais, Louis Noilly, qui établit à Marseille en 1843, rue Paradis, un établissement de vente et de fabrication de ses produits ; il en confie la direction à Claudius Prat qui épousera Anne Rosine âgée seulement de dix neuf ans. Ils auront trois enfants :
- Louis Prat, né le 17 mai 1845
- Jean Prat, né le 30 mars 1847
- Marie Prat, née le 27 février 1849, grand-mère paternelle de Lily Pastré.

Anne Rosine perd son mari en 1859 et son père en 1865. Elle devient le chef de l'entreprise Noilly Prat et le restera durant trente-sept ans jusqu'à sa mort.
La femme d'affaires ne doit pas faire oublier la dame des bonnes œuvres. A Marseille, elle fonde l'asile des Dames du Calvaire (actuelle Clinique Saint-Elisabeth rue Chape) pour les femmes incurables, finance la construction  de l'église et du couvent des Dominicains, préside la Petite Œuvre pour les jeunes filles pauvres et offre à sa paroisse de l'église Saint-Joseph (rue Paradis), le maître-autel monumental de marbre et d'onyx commandé aux ateliers de Jules Cantini. Pendant l'épidémie de choléra qui ravage Marseille en 1884, elle se dépense sans compter et visite les malades à domicile ou dans les hôpitaux. Enfin, elle distribue gratuitement 600 000 litres par an de vin de messe.
Elle possède un important patrimoine immobilier rue Paradis à Marseille. Elle est aussi propriétaire d'une bastide à Montredon où se trouve actuellement l'école de la Marine Marchande ; c'est là qu'elle décède.